# Заградне
Заградне (словац. Záhradné) — село в Словаччині, Пряшівському окрузі Пряшівського краю. Розташоване в північній частині східної Словаччини, у північно-східній частині Шариської височини в долині Тернянки та Мошурованки.
Уперше згадується у 1285 році.
У селі є римо-католицький костел з 1860 року в стилі неокласицизму.

## Населення
| Рік:            | 1994. | 2004. | 2014.   | 2024.    |
| --------------- | ----- | ----- | ------- | -------- |
| Кількість осіб: | 915   | 915   | 983     | 1157     |
| Різниця:        |       | +0 %  | +7,43 % | +17,70 % |

| Рік:            | 2023. | 2024.   |
| --------------- | ----- | ------- |
| Кількість осіб: | 1155  | 1157    |
| Різниця:        |       | +0,17 % |

У селі проживає 987 осіб.

## Географія
Протікають річки Тернянка і Мошурованка.